# Orange Is the New Black (6.ª temporada)
A sexta temporada de Orange Is the New Black foi anunciada pela Netflix em 5 de fevereiro de 2016, juntamente com a quinta e a sétima temporada. Jenji Kohan continua como showrunner e produtora executiva. A sexta temporada estreou em 27 de julho de 2018.

## Elenco e personagens

### Principal
- Taylor Schilling como Piper Chapman
- Laura Prepon como Alex Vause
- Kate Mulgrew como Galina "Red" Reznikov
- Uzo Aduba como Suzanne "Olhos Loucos" Warren
- Danielle Brooks como Tasha "Taystee" Jefferson
- Natasha Lyonne como Nicky Nichols
- Taryn Manning como Tiffany "Pennsatucky" Doggett
- Selenis Leyva como Gloria Mendoza
- Adrienne C. Moore como Cindy "Black Cindy" Hayes
- Dascha Polanco como Dayanara "Daya" Diaz
- Yael Stone como Lorna Morello
- Elizabeth Rodriguez como Aleida Diaz
- Nick Sandow como Joe Caputo
- Jackie Cruz como Marisol "Flaca" Gonzales
- Jessica Pimentel como Maria Ruiz
- Laura Gómez como Blanca Flores
- Matt Peters como Joel Luschek
- Dale Soules como Frieda Berlin

## Produção
A Netflix confirmou a sexta temporada de Orange Is the New Black em 5 de fevereiro de 2016, juntamente com a quinta e a sétima temporada. Jenji Kohan continua como showrunner e produtora executiva, e alguns atores foram confirmados para o elenco. Dentre eles, estão as atrizes Vicci Martinez, que interpretará Dominga "Daddy" Duarte, e Amanda Fuller, que interpretará Madison "Mádison" Murphy.
A sexta temporada estreou em 27 de julho de 2018.

## Episódios
| N.º na série | N.º na temp. | Título                                                        | Dirigido por       | Escrito por           | Personagem(ens) em Destaque | Lançamento          |
| ------------ | ------------ | ------------------------------------------------------------- | ------------------ | --------------------- | --------------------------- | ------------------- |
| 66           | 1            | "Who Knows Better Than I" "(Quem Sabe Mais do Que Eu?)"       | Michael Trim       | Jenji Kohan           | Suzanne & Cindy             | 27 de julho de 2018 |
| 67           | 2            | "Sh*tstorm Coming" "(Tempestade de M*rda)"                    | Mark A. Burley     | Brian Chamberlayne    | Cindy                       | 27 de julho de 2018 |
| 68           | 3            | "Look Out for Number One" "(Você Tem Que Pensar em Si Mesmo)" | Erin Feeley        | Hilary Weisman Graham | Frieda, Carol & Barb        | 27 de julho de 2018 |
| 69           | 4            | "I'm the Talking Ass" "(Eu Sou o Burro Falante)"              | Phil Abraham       | Tami Sagher           | Nicky                       | 27 de julho de 2018 |
| 70           | 5            | "Mischief Mischief" "(Bagunça)"                               | Andrew McCarthy    | Anthony Natoli        | nenhum                      | 27 de julho de 2018 |
| 71           | 6            | "State of the Uterus" "(O Estado do Útero)"                   | Constantine Makris | Merritt Tierce        | Daddy                       | 27 de julho de 2018 |
| 72           | 7            | "Changing Winds" "(Ventos da Mudança)"                        | Andrew McCarthy    | Heather Jeng Bladt    | Mádison                     | 27 de julho de 2018 |
| 73           | 8            | "Gordons" "(Gordons)"                                         | Sian Heder         | Vera Santamaria       | Taystee & Tamika            | 27 de julho de 2018 |
| 74           | 9            | "Break the String" "(Corte o Cordão)"                         | Nick Sandow        | Kirsa Rein            | nenhum                      | 27 de julho de 2018 |
| 75           | 10           | "Chocolate Chip Nookie" "(Chocolate Chip Nookie)"             | Ludovic Littee     | Carolina Paiz         | Carol & Barb                | 27 de julho de 2018 |
| 76           | 11           | "Well This Took a Dark Turn" "(Situação Sinistra)"            | Laura Prepon       | Anthony Natoli        | nenhum                      | 27 de julho de 2018 |
| 77           | 12           | "Double Trouble" "(Problemas em Dobro)"                       | Clark Johnson      | Hilary Weisman Graham | nenhum                      | 27 de julho de 2018 |
| 78           | 13           | "Be Free" "(Liberte-se)"                                      | Nick Sandow        | Brian Chamberlayne    | Carol & Barb                | 27 de julho de 2018 |